# 大徳 (西夏)
大徳（だいとく）は、西夏の崇宗の治世で用いられた元号。1135年 - 1139年。

## 西暦・干支との対照表
| 大徳 | 元年   | 2年    | 3年    | 4年    | 5年    |
| 西暦 | 1135年 | 1136年 | 1137年 | 1138年 | 1139年 |
| 干支 | 乙卯   | 丙辰   | 丁巳   | 戊午   | 己未   |